# Yoshiko Sugino
Yoshiko Sugino, nata Iwasawa  (杉野 芳子?, Sugino Yoshiko; Yokoshibahikari, 2 marzo 1892 – 24 luglio 1978), è stata un'educatrice e stilista giapponese, fondatrice della scuola di sartoria Doreme e del Sugino Fashion College.

## Biografia
Nata in quella che oggi è la città di Yokoshibahikari nella prefettura di Chiba, in Giappone, Sugino frequentò la Chiba Prefectural Girl's High School e divenne la prima donna a lavorare presso il Ministero delle ferrovie. Andò a studiare a New York nel 1914. Durante gli studi all'estero, nel 1916, sposò l'architetto Sugino Shigeichi. Insieme tornarono in Giappone nel 1920 e vissero ad Akasaka, Tokyo.

## Carriera
Sugino fondò la scuola di sartoria Doreme nel 1926. All'epoca, tutto l'abbigliamento occidentale era su misura, ma usando modelli di carta di base Sugino insegnò alle donne giapponesi come realizzare i propri vestiti. Nel 1932, la scuola di sartoria divenne la Dressmaking College for Women e Shigeichi fu il primo preside. Nel 1936 la scuola contava 1.200 studenti. In questo periodo, Sugino scrisse alcuni manuali di cucito (il suo "manuale di autoapprendimento per tagliare i vestiti in stile occidentale" del 1936, fu pubblicato come supplemento a Fujin kurubu, una popolare rivista femminile giapponese), alcuni dei quali arrivarono persino in Cina.
Nel 1943 la scuola cambiò nome in Sugino Fashion College, ma venne distrutta in un incendio nel 1945, durante la seconda guerra mondiale. Sugino riaprì la sua scuola di sartoria nel 1946, con solo trenta posti, anche se 1.700 donne avevano fatto domanda di iscrizione. In seguito Sugino permise ai suoi diplomati di aprire franchising della scuola; nel 1958 c'erano circa 700 franchising.
Dopo la seconda guerra mondiale, Sugino viaggiò più volte in Francia. Entrò nel mondo dell'alta moda e strette amicizia, tra gli altri, con Jacques Fath, Christian Dior e Pierre Balmain.
Il Museo del costume di Sugino fu fondato nel 1957, il primo museo dell'abbigliamento occidentale in Giappone. La collezione era composta da abiti e accessori della collezione personale di Sugino. Yoshiko Sugino trascorse i suoi ultimi anni su una sedia a rotelle e morì nel 1978.

## Premi e riconoscimenti
Nel 1957 Sugino venne insignita della Legion d'onore, nel 1965 dell'Ordine del Sacro Tesoro 3ª classe e nel 1978 dell'Ordine della Corona Preziosa, 3ª classe.

## Opere
Alcuni dei manuali scritti da Sugino:
- New Design Study Book Summer No. (con Misao Eyanagihara), 1948
- Autumn flowers and sweaters Bride October issue appendix, 1950
- You can see the charm of the new fashion style Ikebana progress junior college Bride's March appendix, 1951
- Dreme style dressmaking, Kobunsha, 1954
- Clothing Design, Kamakura shobo, 1967
- Dreme's children's clothing Spring and summer/Autumn and winter[10]
- New Dreme Style Dressmaking Women's Clothing Children's Clothing Top and Bottom, Kobunsha, 1971 (2 volumi)
- Encyclopedia of clothing and accessories terms, Kamakura shobo, 1982
- Encyclopedia of Garment Terminology (con Kamakura Shobo), 1986
- The latest Japanese-English Chinese clothing dictionary (con Kang Shin Ma Lin), Chugoku Light Industry Publishing Co., 1993
- Zukai fukushoku yogo jiten, Kamakura Shobo, 1993[11]
- ''Autobiography[5]

### Ulteriori letture
- (JA) Sugino Yoshiko, 杉野芳子 : 炎のごとく, ISBN 9784820542711, OCLC 37956965. URL consultato il 9 ottobre 2022.